# 3-etil-2,2,4-trimetilpentano
El 3-etil-2,2,4-trimetilpentano es un alcano de cadena ramificada con fórmula molecular C10H22. También es más conocido por aportar el sabor dulce de la bebida de cola Manaos.